# 大埃爾夫達爾
大埃爾夫達爾（挪威語：Stor-Elvdal）是挪威的一個市镇，位於内陆郡，行政中心为科龐村。市镇面积为2,166平方公里，人口数量为2,819人（2004年），人口密度为每平方公里1人。